# 小島憲之
小島 憲之（こじま のりゆき、1913年2月15日 - 1998年2月11日）は、日本の国文学者。大阪市立大学名誉教授。専門は上代文学、和漢比較文学。

## 経歴
出生から修学期
1913年、鳥取県生まれ。旧制鳥取県立鳥取第一中学校（現・鳥取県立鳥取西高等学校）、旧制第三高等学校を経て、京都帝国大学文学部に進んだ。1938年3月に同大学を卒業。
卒業後は、文学部副手に採用された。同年4月、同大学大学院に入学するも、1939年1月に応召して1942年5月まで入隊。1943年9月に京都帝国大学文学部教務嘱託となったが、翌1944年5月に再び応召して1945年11月まで従軍。
戦後
太平洋戦争終結後、1946年9月より京都大学大学院特別研究生となった。1950年8月、大阪市立大学法文学部助教授に就いた。1953年10月、教授に昇格。1962年、学位論文『出典論を中心とする上代文学の考察』を東京大学に提出して文学博士号を取得した。1976年3月大阪市立大学を定年退職、同大学名誉教授となった。1976年4月から龍谷大学文学部教授を務め、1985年に龍谷大学を定年退職。1998年2月21日に死去、叙正四位。

## 受賞・栄典
- 1965年：『上代日本文学と中国文学』により日本学士院賞・恩賜賞を受賞[1]。
- 1976年：勲三等旭日中綬章を受章。

## 研究内容・業績
専門は上代文学で、同時代の漢文学との比較文学的研究を行った。主著に『国風暗黒時代の文学』がある。その他に、『万葉集』や『日本書紀』の校注を手掛けた。

## 著作

### 著書
- 『上代日本文学と中国文学 出典論を中心とする比較文学的考察』塙書房（全4巻）1962-2019
- 『国風暗黒時代の文学』塙書房（全9巻）1968-2002
- 『古今集以前 詩と歌の交流』塙選書 1976
- 『ことばの重み 鴎外の謎を解く漢語』新潮選書 1984
  - 講談社学術文庫 2011
- 『万葉以前 上代びとの表現』岩波書店 1986
- 『日本文学における漢語表現』 岩波書店 1988
- 『漢語逍遥』岩波書店 1998

### 注解・共編著など
- 『萬葉集 本文篇』『訳文篇』『各句索引』佐竹昭広・木下正俊共編 塙書房 1963–72
- 『懐風藻 文華秀麗集 本朝文粋』（日本古典文学大系69）岩波書店 1964
- 『萬葉集 日本古典文学全集』(全4巻) 木下正俊・佐竹昭広共編 小学館 1971–75
- 『萬葉集研究』 第1–23集 五味智英共編 塙書房 1972–99
- 『詩家推敲 大典』 勉誠社文庫 1983
- 『王朝漢詩選』 岩波文庫 1987
- 『古今和歌集』 (新日本古典文学大系 5) 新井栄蔵共編 岩波書店 1989
- 『本朝一人一首』(新日本古典文学大系 63) 岩波書店 1994
- 『日本書紀』(新編日本古典文学全集 2・3・4) 小学館 1994–98
- 『萬葉集』(新編日本古典文学全集 6・7・8) 木下正俊・東野治之共編 小学館 1994–95
- 『菅原道真（日本漢詩人選集） 山本登朗共編 研文出版 1998

### 記念論集
- 「古典学藻 小島憲之博士古稀記念論文集」伊藤博、井手至編 塙書房 1982